# Handskar
Handskar eller vantar är beklädnader som täcker händerna, för att värma eller skydda dem. Det finns ingen tydlig distinktion mellan vantar och handskar, men vantar är ofta stickade, medan handskar ofta är gjorda av skinn. Skyddshandskar kan även vara gjorda av gummi och plast.
Tumvantar har endast ett separat fack för tummen, med de övriga fingrarna tillsammans. Vantar för bebisar har ibland inte ens tummen separat. Torgvantar, som tidvis varit populära, har fem fingrar men är öppna så att fingertopparna lämnas bara. Allt mer populärt har det blivit med fingervantar där några toppar är bortklippta eller har metall insytt, för att fingrarna ska kunna användas till apparater med touch-funktion.
För att en vante inte skall komma bort då den inte sitter på handen kan en vanthållare användas. Det är ett kortare band som knäpps fast dels på vanten dels på ärmen av det ytterplagg som används, exempelvis en jacka eller en overall.
På gamla stickbeskrivningar från Öland finns tumhål både på vänster och höger sida för att slita vanten jämnt.

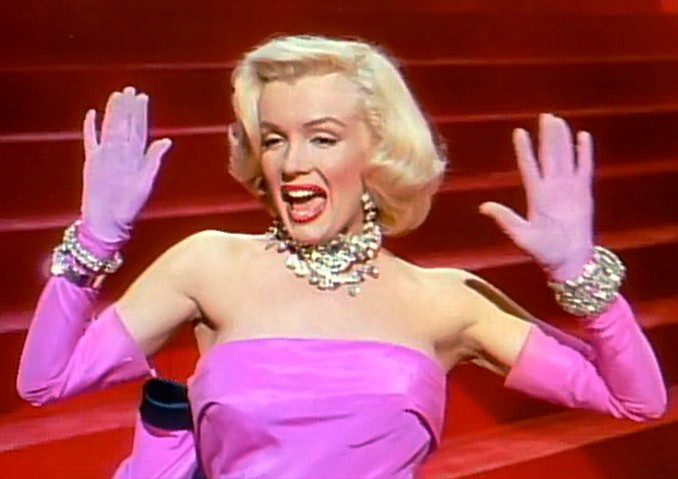
Marilyn Monroe iförd operahandskar i filmen Herrar föredrar blondiner från 1953.

## Historia
Handskydd av tyg fanns redan under antiken, och bars ofta av krigare. I övrigt var handskar länge ett privilegium som angav högre rang.
Handskmakare har varit skrå sedan 1200-talet. Handskar kom i allmänt bruk för att skydda händerna mot kyla under sent 1800-tal. Enligt etiketten bar fint folk handskar också sommartid, korrekt till förmiddagsdräkt när man gjorde visit och helt rätt till aftonplagg. Armbågslånga glacéhandskar (av mycket mjukt och tänjbart lamm- eller getskinn) användes till aftonklänning fram till 1910, och återkom under 1930- och 1950-talet. Dessa handskar kallades även för aftonhandskar. Riktigt långa handskar, som når över armbågen, kallas ibland operahandskar. Dessa är ofta tillverkade i satin och signalerar kvinnlig elegans och sofistikation.
Handledskorta eller långa handskar som matchade skor och handväska var vanligt för damer fram till slutet av 1950-talet; män hade handskar fram till 1940-talet, sedan endast vintertid. I början av 1980-talet hade kraghandskar för kvinnor ett uppsving. 

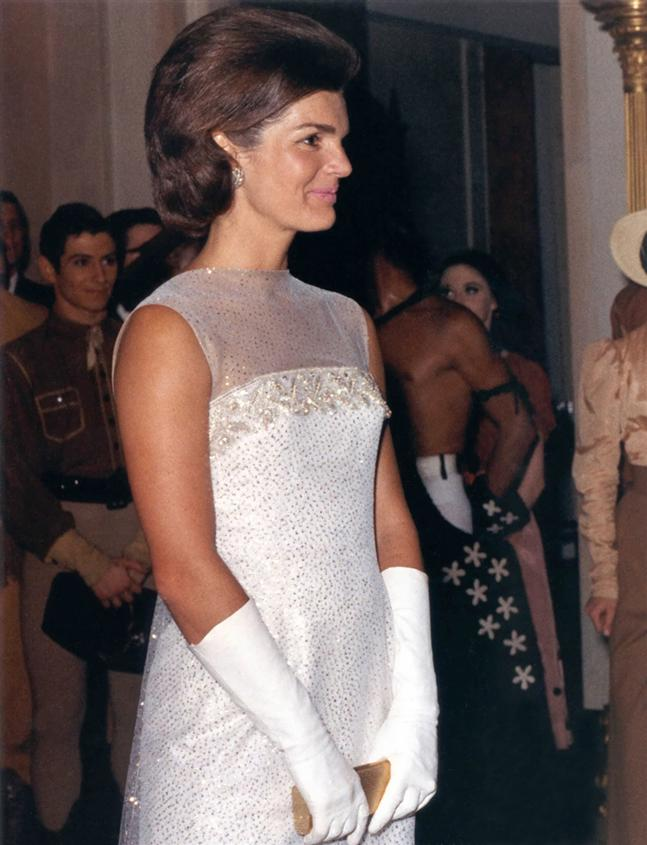
Jacqueline Kennedy Onassis med aftonhandskar 1962
Vita handskar i getskinn, 1950-talet

## Etikett
En gentleman i västvärlden tar av sig handsken när han hälsar på någon. Gentlemannen bär alltid handskar förutom när han hälsar på någon för att inte räcka fram en kall hand som den andre måste hälsa på. 

## Etymologi
Handskar kommer av tyska Handschuhe; "hand-skor".
"Vantar" finns belagt i svenskan från fornsvenskan, då som vanter eller vatter, kanske besläktat med vinda, så att vante ursprungligen betydde "det om handen virade".
Att kasta en handske framför någon har varit ett gest för att utmana till duell; således uttrycken "handsken är kastad" och "att kasta handsken". (Uttrycket "att kasta in handsken" är möjligen en förväxling med "att kasta in handduken" som kommer från boxningen, där det visar att man ger upp matchen.)